# (3213) Smolensk
(3213) Smolensk es un asteroide perteneciente al cinturón exterior de asteroides descubierto por Nikolái Stepánovich Chernyj el 14 de julio de 1977 desde el Observatorio Astrofísico de Crimea, en Naúchni.

## Designación y nombre
Smolensk se designó inicialmente como 1977 NQ.
Más adelante, en 1988, recibió su nombre por la localidad rusa de Smolensk.

## Características orbitales
Smolensk orbita a una distancia media de 3,208 ua del Sol, pudiendo acercarse hasta 2,708 ua y alejarse hasta 3,708 ua. Tiene una inclinación orbital de 0,9561 grados y una excentricidad de 0,1559. Emplea 2098 días en completar una órbita alrededor del Sol.

## Características físicas
La magnitud absoluta de Smolensk es 12,4.